# Lughaya
Lughaya è un centro abitato della Somalia, situato nella regione di Adal.